# Church (Familienname)
Church (engl. für Kirche) ist ein englischer Familienname.

## Herkunft und Bedeutung
Church ist ein Wohnstättenname für Personen, die an einer Kirche wohnen.

## Namensträger
- Albert T. Church, US-amerikanischer Vizeadmiral
- Alonzo Church (1903–1995), US-amerikanischer Mathematiker
- Angelica Schuyler Church (1756–1814), amerikanische Vertreterin der Oberschicht
- Anna Church (* 1993), US-amerikanische Volleyballspielerin
- Archibald Church (Mediziner) (1861–1952), US-amerikanischer Neurologe
- Archibald Church (Politiker) (1886–1954), britischer Offizier und Politiker (Labour Party)
- Arthur Herbert Church (1834–1915), britischer Autor, Maler und Chemiker
- Barry Church (* 1988), US-amerikanischer American-Football-Spieler
- Benjamin Church (1734–1778), amerikanischer Generalarzt
- Charlotte Church (* 1986), britische Sängerin (Sopran)
- Christopher Church  (1940–2001), britischer Radrennfahrer
- David Church (* 2003), luxemburgischer Eishockeyspieler
- Denver S. Church (1862–1952), US-amerikanischer Politiker
- Doug Church, US-amerikanischer Computerspielentwickler
- Ellen Church (1904–1965), US-amerikanische Pilotin, Flugbegleiterin und Krankenschwester
- Eric Church (* 1977), US-amerikanischer Countrysänger
- Eugene Church (1938–1993), US-amerikanischer Musiker
- Forrest Church (Frank Forrester Church IV; 1948–2009), US-amerikanischer Theologe und Ordensgeistlicher
- Francis Pharcellus Church (1839–1906), US-amerikanischer Verleger und Journalist
- Frank Church (Frank Forrester Church; 1924–1984), US-amerikanischer Politiker
- Frank Martin Church (1874–1959), US-amerikanischer Organist, Komponist und Musikpädagoge
- Fred Church (1888–1983), US-amerikanischer Schauspieler
- Frederic Edwin Church (1826–1900), US-amerikanischer Maler
- George Earl Church (1835–1910), US-amerikanischer Ingenieur
- George M. Church (Tennisspieler) (1891–1946), US-amerikanischer Tennisspieler
- George M. Church (Molekularbiologe) (* 1954), US-amerikanischer Molekularbiologe
- George W. Church (1903–1956), US-amerikanischer Unternehmer, siehe Church’s Chicken
- Joerie Church (* 1998), niederländisch-englischer Fußballspieler
- John Church (Geistlicher) (1780–1835), britischer Geistlicher
- John Church (Fußballspieler) (1919–2004), englischer Fußballspieler
- John Barker Church (1746–1818), britischer Politiker
- John H. Church (1892–1953), US-amerikanischer General
- Judith Church (* 1953), britische Politikerin
- Louis K. Church (1846–1898), US-amerikanischer Politiker
- Marguerite S. Church (1892–1990), US-amerikanische Politikerin
- Ralph E. Church (1883–1950), US-amerikanischer Politiker
- Richard Church (General) (1784–1873), britischer General
- Richard Church (Schriftsteller) (1893–1972), britischer Schriftsteller
- Robert Church (1839–1912), US-amerikanischer Geschäftsmann und Philanthrop
- Rosemary Church (* 1962), britische Nachrichtensprecherin
- Ryan Church (* 1978), US-amerikanischer Baseballspieler
- Sanford E. Church (1815–1880), US-amerikanischer Jurist und Politiker
- Simon Church (* 1988), walisischer Fußballspieler
- Thomas Dolliver Church (1902–1978), US-amerikanischer Landschaftsarchitekt
- Thomas Haden Church (* 1960), US-amerikanischer Schauspieler
- Thomas Langton Church (1870–1950), kanadischer Politiker
- Wade Church (1908–2002), US-amerikanischer Jurist und Politiker
- Whitney Church (* 1993), US-amerikanische Fußballspielerin
- William Church (Erfinder) (um 1778–1863), amerikanisch-britischer Erfinder
- William Conant Church (1836–1917), US-amerikanischer Verleger, Journalist und Soldat